# Élection présidentielle américaine de 2012 en Alaska
L'élection présidentielle américaine de 2012 en Alaska a lieu le 6 novembre 2012 comme dans les 49 autres États qui composent les États-Unis ainsi que le district de Columbia. Les électeurs alaskains choisissent des grands électeurs pour les représenter dans le collège électoral à travers un vote populaire. L'Alaska dispose en 2012 de 3 grands électeurs. L'État donne l'ensemble de ses grands électeurs au candidat du Parti républicain, l'ancien gouverneur du Massachusetts Mitt Romney. 
Le candidat vainqueur de ce scrutin dans tout le pays sera néanmoins le président sortant, Barack Obama, qui débutera un second mandat à la présidence des États-Unis le 20 janvier 2013. 